# Сын отечества (газета)
«Сын оте́чества» — политическая, литературная и учёная газета, выходившая ежедневно в Санкт-Петербурге в 1862—1905гг. В 1919—1920 гг. в Одессе выходила одноименная газета.

## История
С 1856 по 1861 год в Санкт-Петербурге издателем А. В. Старчевским выпускался журнал «Сын отечества».
В 1862 году журнал был преобразован в газету. В 1892—1900 и 1905 гг. выходило второе (удешевленное) издание.
Издателями-редакторами в разное время были А. В. Старчевский, Н. Петров, И. И. Успенский, С. Е. Добродеев, С. П. Юрицын.
Газета была рассчитана на массового читателя. В программу входили официальные известия, придворные известия, иногородние и иностранные новости (преимущественно перепечатки из официальных изданий), литературные новости, обзор журналов, общественные дела, коммерческие известия, ценники. Газета призывала общество оказывать поддержку правительству в осуществлении либеральных реформ, проводила правительственную точку зрения в польском вопросе, обвиняла демократическую молодежь в провокационных петербургских поджогах.
В 1862—1886 годах еженедельно выпускалось приложение к газете «Воскресные номера». С 1886 по 1889 год издавались «Еженедельные приложения к газете „Сын отечества“». Начиная с 1889 года 6 раз в год выпускалось «Бесплатное приложение к газете „Сын отечества“ Романы и повести (Домашняя библиотека)».